# اندی برایانت
اندی برایانت (به انگلیسی: Andy Bryant) (زاده ۱۹۵۰) کارآفرین، بازرگان و مدیر ارشد اجرایی آمریکایی است، که اکنون به‌عنوان رییس هیئت مدیره شرکت اینتل فعالیت می‌کند. وی از اعضای هیئت مدیره شرکت دارویی مک‌کسان می‌باشد و سابقه مدیریت در سطوح ارشد را در شرکت‌های خودروسازی فورد و کرایسلر را نیز در رزومه فعالیت مدیریتی‌اش دارا می‌باشد.